# Turó del Puig (Barcelona)
El Turó del Puig és una muntanya de 477 metres a cavall dels municipis de Barcelona, a la comarca del Barcelonès i de Sant Cugat del Vallès, a la comarca del Vallès Occidental. Al cim hi ha un vèrtex geodèsic (referència 288124028).